# Олеванов, Андрей Петрович
Андрей Петрович Олеванов (5 мая 1938, РСФСР, СССР — 20 апреля 2022, Россия) — советский и российский актёр театра и кино, мастер озвучивания (дублирования) и профессор Российского государственного института сценических искусств. Заслуженный деятель искусств Республики Ингушетия.

## Биография
Андрей Олеванов родился 5 мая 1938 года.
В 1959 году после окончания актёрского класса профессора Л. Ф. Макарьева Андрей Петрович играл в Малом театре оперы и балета, АБДТ им. М.Горького, Академическом театре драмы им. А. С. Пушкина, Театре им. Ленсовета, ТЮЗе, Театре музыкальной комедии, Малом драматическом театре, в театрах Тулы, Новгорода, Калинина и Архангельска.
В 1970 году окончил ассистентуру-стажировку у легендарного педагога И. Э. Коха, традиции школы которого развивал и обогащал в своей педагогической практике.
Преподавал основы сценического движения, сценическое фехтование, этикет и пластику на очных и заочных курсах ведущих педагогов института, участвовал в создании и проведении программ дополнительного образования, разрабатывал уникальные методические пособия. Более двадцати лет возглавлял кафедру пластического воспитания.
Знаком многим как специалист по современному этикету (занятия по которому он проводил не только для представителей творческих профессий), как выдающийся лектор, вёл мастер-классы спикера на научных конференциях. Работал над 37-ю спектаклями в 29 театрах страны и на 5 киностудиях, а также принимал активное участие в создании учебных и дипломных спектаклей студентов театрального института на Моховой.
Скончался 20 апреля 2022 на 84-м году жизни.

## Творческая деятельность

### Фильмография
- Пятеро с неба (эпизод, нет в титрах) (1969)
- Музыканты одного полка (полковой музыкант) (1965)
- Третий лишний (фильм-спектакль) (Вадим), (1963)
- Крепостная актриса (гусар), (1963)
- После свадьбы (участник комсомольского собрания), (1962)
- Пиковая дама (друг Германа, поёт Виталий Власов), (1960)

### Озвучивание
- Пятеро из Ферганы (Андрей, роль Вячеслава Кимбаровича), (1963)
- Спасибо за весну | Kārkli pelēkie zied (1961)
- Отвергнутая невеста (Джура, роль Тугана Режаметова), (1961)
- Семья революционеров | Gémìng jiātíng | 革命家庭 (Китай), (роль: Цзян Ли-цюнь), (1960)
- Принцесса с золотой звездой|Princezna se zlatou hvězdou (Чехословакия), принц Радован (роль Йозефа Зима), (1959)

## Издательство
- Русская театральная школа. — Izd-vo «Panʺinter», 2004. — 552 с. — ISBN 978-5-89884-025-9.[2]
- Петербургский театральный журнал. — Петербургский театральный журнал, 2002. — 532 с.[3]